# Ironman Hawaï 2018
De Ironman Hawaï 2018 was een triatlon die op zaterdag 13 oktober 2018 werd gehouden. Het was de 42e editie van de Ironman Hawaï. Deze wedstrijd deed dienst als wereldkampioenschap voor de triatlon over de Ironman-afstand (3,86 km zwemmen - 180,2 km fietsen - 42,195 km hardlopen). De start vond plaats op het eiland Hawaï in Kailua-Kona.
De wedstrijd bij de mannen werd voor de tweede maal op rij gewonnen door de Duitser Patrick Lange. Bij de vrouwen won de Zwitserse Daniela Ryf voor de vierde maal op rij. 

## Uitslagen

### Mannen
| Rang   | Naam              | Land                | Totaaltijd | Zwemmen | Fietsen | Lopen   |
| ------ | ----------------- | ------------------- | ---------- | ------- | ------- | ------- |
| Goud   | Patrick Lange     | Duitsland           | 7:52:39    | 50:37   | 4:16:04 | 2:41:31 |
| Zilver | Bart Aernouts     | België              | 7:56:41    | 54:07   | 4:12:25 | 2:45:41 |
| Brons  | David Mcnamee     | Verenigd Koninkrijk | 8:02:04    | 52:17   | 4:15:04 | 2:49:56 |
| 4      | Tomothy O'Donnell | Verenigde Staten    | 8:01:09    | 49:31   | 4:21:18 | 2:46:03 |
| 5      | Braden Currie     | Nieuw-Zeeland       | 8:04:41    | 49:28   | 4:17:17 | 2:53:38 |
| 6      | Matthew Russell   | Verenigde Staten    | 8:04:45    | 54:02   | 4:12:58 | 2:52:56 |
| 7      | Joe Skipper       | Verenigd Koninkrijk | 8:05:54    | 50:53   | 4:15:41 | 2:54:15 |
| 8      | Andy Potts        | Verenigde Staten    | 8:09:34    | 49:33   | 4:18:51 | 2:56:27 |
| 9      | Cameron Wurf      | Australië           | 8:10:32    | 50:51   | 4:09:06 | 3:06:18 |
| 10     | Michael Weiss     | Oostenrijk          | 8:11:04    | 54:14   | 4:11:27 | 3:00:02 |

### Vrouwen
| Rang   | Naam            | Land                | Totaaltijd | Zwemmen | Fietsen | Lopen   |
| ------ | --------------- | ------------------- | ---------- | ------- | ------- | ------- |
| Goud   | Daniela Ryf     | Zwitserland         | 8:26:18    | 57:27   | 4:26:07 | 2:57:05 |
| Zilver | Lucy Charles    | Verenigd Koninkrijk | 8:36:34    | 48:14   | 4:38:10 | 3:05:50 |
| Brons  | Anne Haug       | Duitsland           | 8:41:58    | 54:21   | 4:47:45 | 2:55:20 |
| 4      | Sarah True      | Verenigde Staten    | 8:43:43    | 52:06   | 4:49:19 | 2:57:38 |
| 5      | Mirinda Carfrae | Australië           | 8:50:45    | 58:18   | 4:46:05 | 3:01:41 |
| 6      | Sarah Crowley   | Australië           | 8:52:30    | 54:19   | 4:43:09 | 3:10:29 |
| 7      | Kaisa Sali      | Finland             | 8:54:28    | 58:23   | 4:44:31 | 3:06:04 |
| 8      | Angela Naeth    | Canada              | 8:57:36    | 58:28   | 4:42:25 | 3:11:11 |
| 9      | Corinne Abraham | Verenigd Koninkrijk | 8:57:55    | 58:44   | 4:38:16 | 3:16:26 |
| 10     | Linsey Corbin   | Verenigde Staten    | 8:58:58    | 58:24   | 4:48:29 | 3:07:15 |

1978 · 
1979 · 
1980 · 
1981 · 
1982 (feb.) · 
1982 (okt.) · 
1983 · 
1984 · 
1985 · 
1986 · 
1987 · 
1988 · 
1989 · 
1990 · 
1991 · 
1992 · 
1993 · 
1994 · 
1995 · 
1996 · 
1997 · 
1998 · 
1999 · 
2000 · 
2001 · 
2002 · 
2003 · 
2004 · 
2005 · 
2006 · 
2007 · 
2008 · 
2009 · 
2010 · 
2011 · 
2012 · 
2013 · 
2014 · 
2015 · 
2016 · 
2017 · 
2018 · 
2019